# Camada de Fenris
La Camada de Fenris es una tribu ficticia de Garou (hombres lobo) en el juego de rol Hombre lobo: El Apocalipsis. Son una referencia al lobo Fenrir de la mitología nórdica.

## Descripción
Son salvajes y sanguinarios, les encanta el arte de la guerra y aspiran a una muerte honrosa en un combate contra las fuerzas del Wyrm. No dudan en combatirlo para honrar a Gaia, aunque sus métodos suelen ser demasiado violentos para el resto de los de su especie. La mayoría son de ascendencia nórdica y suelen tener jefes fuertes y hábiles en el arte de la guerra. La gloria es algo fundamental en la tribu.
La Camada también es la encargada de eliminar a los débiles de las otras tribus. Una de sus misiones principales es combatir al Wyrm en todas sus representaciones. La debilidad es tomada como una manifestación del Wyrm, y por tanto luchan contra ella.
Para la Camada de Fenris, un túmulo es una manifestación del poder de Gaia. Si una tribu es incapaz de defender un túmulo de los Fenris, estos se lo arrebatarán, como aprendieron los Wendigos y los Uktenas. Este comportamiento violento e irracional con otras tribus les ha ganado muchas enemistades. Para los Fenris, los aliados son los que están dispuestos a combatir al lado de uno, no a ayudarte.
En los últimos días, la Camada se ha vuelto más violenta, preparándose para el Ragnarök.
Todo miembro de la Camada digno de sus cicatrices avanza con orgullo, pues lleva a sus espaldas diversos siglos de legado guerrero. La Camada de Fenris, o los Fenrir, son héroes en el sentido más cierto de la palabra. Buscan su fortuna en un camino atormentado por las batallas e inundado de sangre. Sus orígenes escandinavos, teutónicos o sajones reflejan la ruda actitud de una historia brutal. Las epopeyas, eddas y poemas en prosa de hace mil años les inspiran a realizar grandes proezas de valor. A los hombres lobo de otras tribus les suele horrorizar la conducta violenta e implacable que tienen incluso con otros Garou. Pocos de ellos renuncian a una batalla y son menos los que muestran piedad; sin embargo, a todos les enorgullece demostrar su valor en la batalla. La fuerza es la mayor virtud que posee la Camada. El conflicto constante les obliga a hacerse más fuertes... o a destruirse durante el proceso.
Apariencia: La Camada de Fenris es una tribu muy marcial. La mayor parte de sus miembros son intensamente musculosos y muestran sus cicatrices con orgullo. En sus formas lupinas se parecen a los inmensos lobos grises del norte, bestias beligerantes de espaldas anchas y salvajes y enormes mandíbulas. Muchos tienen manchas oscuras en su pelaje, aunque los más reaccionarios se burlan de cualquier miembro que no tenga un pelaje uniforme. En forma Homínida suelen parecer escandinavos, germánicos o anglosajones, aunque los Fenrir modernos proceden de cualquier cultura que produzca guerreros suficientemente fuertes. Casi todos sus miembros tienen impresionantes cicatrices y tatuajes. Algunos incluso marcan su pelaje o tallan runas en su carne de forma ceremonial.
Parentela: Originariamente, la Camada de Fenris se movía majestuosamente por sus tierras natales del norte de Europa, aunque después viajó por diversas tierras con sus ancestros vikingos. La mayor parte de la tribu prefiere habitar en zonas rurales cercanas a su Parentela, zonas que suelen presentar unas condiciones atmosféricas lo bastante adversas como para "acabar con los débiles" de sus rebaños humanos. 
Territorio: Todos los lugares sagrados que no sean defendidos de la forma adecuada pueden ser atacados por los "protectores" Fenrir. Son infames por asaltar otros túmulos tribales, en teoría para protegerlos. Como los Wendigo, parecen prosperar en condiciones adversas y custodian túmulos asolados por fieras tormentas y crudos inviernos. Sus mayores protectorados se encuentran en la Selva Negra de Alemania y en las zonas salvajes de Escandinavia.
Tótem Tribal: Fenris

## Historia
Los Fenris fueron creados por Gaia como emisarios de la venganza. Los humanos de las tierras del norte mataban lobos sin reparos, y ella creó a la Camada para devolverles el golpe. Una vez doblegados y sometidos los humanos más crueles, los Fenris se unieron paulatinamente a la cultura de sus antiguos enemigos e incluso empezaron a aparearse con ellos. La Camada aprendió de los hombres del norte la gloria del combate y la alegría de matar al enemigo.
- Datos: Q5741685